# Nada Mali
Nada Mali Vene, slovenska kajakašica na divjih vodah, * 21. oktober 1979, Borovnica.
Malijeva je za Slovenijo nastopil na Poletnih olimpijskih igrah 2000 v Sydneyju, kjer je v kvalifikacijah osvojila 17. mesto ter na Poletnih olimpijskih igrah 2004 v Atenah, kjer je v kvalifikacijah osvojila 19. mesto.